# Корженевский, Александр Игоревич
Алекса́ндр И́горевич Коржене́вский (род. 1957) — российский редактор, издатель, переводчик фантастики и литературный агент. Лауреат премии «Странник» как редактор, премии «Сигма-Ф» журнала «Если» за заслуги.
Окончил МГТУ им. Баумана. Любительскими переводами начал заниматься еще будучи студентом, в 80-е стал профессионалом. На счету Корженевского переводы книг Стивена Кинга, Роберта Хайнлайна, Клиффорда Саймака. В 1992 году на Worldcon (конвенте любителей фантастики) в США заручился поддержкой ряда иностранных издателей и авторов, став их эксклюзивным представителем. Способствовал привлечению в Россию прав на официальные издания зарубежной фантастики. Является официальным агентом многих иностранных писателей-фантастов, в частности, Гарри Гаррисона, Алана Дина Фостера и Роберта Джордана, а также ряда художников.